# اوگاساوارا تادازانه

مون خاندان

اوگاساوارا تادازانه (به ژاپنی: 小笠原 忠真 Ogasawara Tadazane) (۲۶ مارس، ۱۵۹۶ – ۳دسامبر، ۱۶۶۷) یک سامورایی و دایمیو در اوایل دوره ادو بود.